# Hiroto Muraoka
Hiroto Muraoka (jap. 村岡 博人, Muraoka Hiroto; * 19. September 1931 in der Präfektur Tokio; † 13. März 2017 ebenda) war ein japanischer Fußballnationalspieler und Journalist.

## Leben
Muraoka debütierte am 7. März 1954 in Tokio gegen die Auswahl Südkoreas. Dabei handelte es sich um ein WM-Qualifikationsspiel. Sein zweites Spiel bestritt er bei den Asienspielen 1954 gegen die Auswahl Indonesiens. Später arbeitete er als Journalist für die Non-Profit-Nachrichtenagentur Kyōdō Tsūshinsha (Kyodo News).